# 永井直陳
永井 直陳（ながい なおのぶ）は、武蔵岩槻藩の第3代藩主。のちに美濃加納藩の初代藩主。尚庸系永井家4代。

## 略伝
元禄11年（1698年）、武蔵岩槻藩の初代藩主・永井直敬の三男として生まれた。正徳元年（1711年）の父の死去により、家督は兄の尚平が継ぎ、直陳は1500石を分与された。正徳4年（1714年）に兄が死去したため、その養子として家督を継承した。継承の際、1千五百石は収公された。同年12月28日に従五位下、伊豆守に叙任された。享保15年（1730年）には伊賀守に転任した。1739年、奏者番に任じられた。その他、生涯に大阪加番を八度も務めた。
宝暦6年（1756年）5月21日、武蔵岩槻藩から美濃加納藩に移封された。長男の尚俶、次男の尚志がいずれも早世していたため、宝暦12年（1762年）8月2日に甥で義理の婿養子の尚備に家督を譲って隠居し、同年11月26日に死去した。享年65。

## 系譜
父母
- 永井直敬（実父）
- 永井尚右[1]の娘（実母）
- 永井尚平（養父。実兄。）

正室
- 芳 - 丹波国篠山藩主松平信庸[2]の娘（正室）
- 下野国壬生藩主加藤嘉矩の娘（継室）

子女
- 永井尚俶（長男）生母は芳（正室）
- 永井尚志（次男）生母は芳（正室）
- 越前国勝山藩主小笠原信胤正室のち出雲国広瀬藩松平近輝正室のち旗本大久保忠烈正室
- 豊後国杵築藩主松平親盈正室

養子
- 永井尚備 - 永井尚方[3]の三男
- 尚備の正室。 - 尚俶の娘。